# Hyphydrus separandus
Hyphydrus separandus är en skalbaggsart som beskrevs av Régimbart 1895. Hyphydrus separandus ingår i släktet Hyphydrus och familjen dykare. Inga underarter finns listade i Catalogue of Life.